# Blanche Monnier

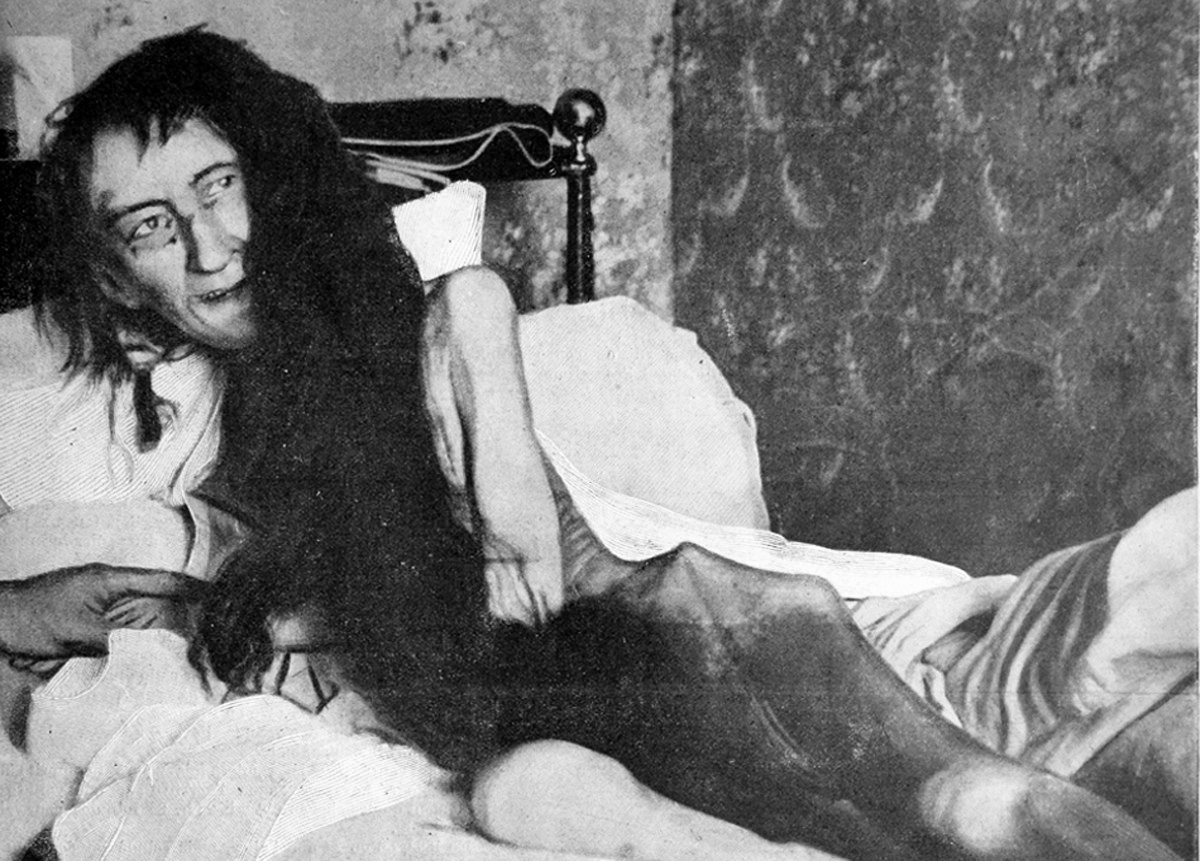
Blanche Monnier in haar kamer in Poitiers

Blanche Monnier, bijgenaamd la séquestrée de Poitiers (Poitiers, 1 maart 1849 – Blois, 13 oktober 1913) was een Franse vrouw die gedurende 25 jaar door haar moeder opgesloten werd gehouden in een kamer. Haar ontdekking en het daaropvolgende proces leidde tot ophef in Frankrijk en daarbuiten. In 1930 schreef André Gide een boek over de zaak met de titel La séquestrée de Poitiers.

## Achtergrond
Blanche Monnier werd geboren in een respectabele, katholieke en royalistische familie in het Franse Poitiers. Ze groeide op met een oudere broer in een burgerwoning in de Rue de la Visitation in het centrum van de stad. 

## Ontdekking

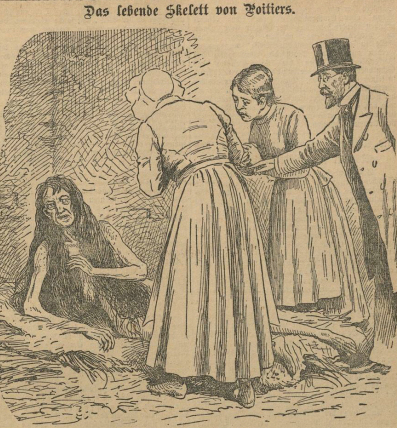
Illustratie in een Oostenrijks tijdschrift

Op 22 mei 1901 kreeg de politie van Poitiers een anonieme tip dat een vrouw al 25 jaar werd opgesloten in erbarmelijke omstandigheden in het huis van Louise Monnier. 's Anderendaags vond er een huiszoeking plaats. In een kamer op de tweede verdieping werd een naakte en uitgemergelde vrouw gevonden. Ze lag op een matras tussen uitwerpselen, rottend voedsel en ongedierte. De kamer was verduisterd; de zonneweringen waren naar beneden en vastgemaakt met een slot. De vrouw woog maar tussen 25 en 30 kg en had lange, onverzorgde nagels. Ze werd in een deken afgevoerd naar het oude ziekenhuis van Poitiers, het Hôtel-Dieu. De vrouw werd geïdentificeerd als Blanche Monnier, dochter des huizes. Haar moeder, een 76-jarige weduwe, en haar broer Marcel, die aan de overkant van de straat woonde, werden gearresteerd. De pers stroomde toe en een foto van Blanche Monnier, naakt op haar bed, werd afgedrukt op de voorpagina van het weekblad L'Illustration. Ook in het buitenland kreeg de zaak aandacht. Blanche Monnier kreeg de bijnaam la séquestrée de Poitiers en de publieke opinie keerde zich tegen haar moeder en de broer.

## Proces

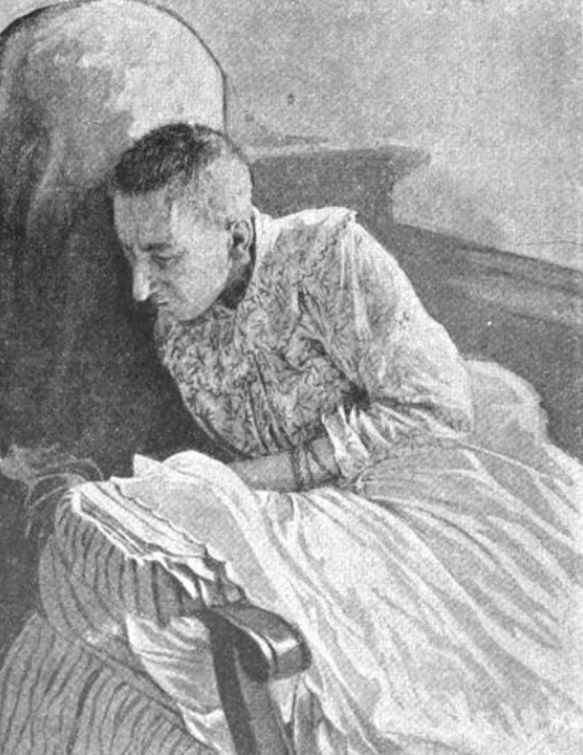
Monnier in het psychiatrisch ziekenhuis van Blois

Moeder Louise Monnier verklaarde aan de politie dat ze van haar dochter hield maar dat deze sinds haar 23e leed aan ernstige mentale problemen. Na een zware koortsaanval in 1872 weigerde Blanche nog haar kamer te verlaten. Ze weigerde voedsel en liet niet toe dat men haar waste. Het kwam niet tot een proces tegen Louise Monnier, want zij stierf twee weken na haar aanhouding aan een hartaanval.
Broer Marcel Monnier werd wel berecht. Hij bevestigde het verhaal van zijn moeder. Hij verklaarde dat hij zijn zus had willen laten opsluiten in een psychiatrisch ziekenhuis, maar dat zijn moeder dat had geweigerd uit liefde voor haar dochter. Zijn moeder zou speciaal oesters en paté hebben gekocht om Blanche toch te doen eten. Er werden inderdaad oesterschelpen onder het bed gevonden. Ook andere getuigen bevestigden deze versie. Zij verklaarden dat de deur van de kamer niet op slot was en dat mevrouw Monnier de zonneweringen had laten vergrendelen om te verhinderen dat Blanche zich nog naakt aan haar raam zou vertonen.
Marcel Monnier werd op 11 oktober 1901 door de rechtbank veroordeeld wegens medeplichtigheid aan opzettelijke slagen en verwondingen. Hij werd veroordeeld tot een gevangenisstraf van 15 maanden. Zes weken later werd hij in hoger beroep vrijgesproken omdat er geen bewijs was dat er sprake was van slagen en verwondingen. Het niet-bijstaan van een persoon in nood was toen nog niet strafbaar in Frankrijk.
De publieke oproer was intussen gaan liggen omdat het publiek overtuigd was geraakt van de waanzin waaraan Blanche Monnier leed.

## Verder leven
Blanche Monnier herstelde nooit en werd als geesteszieke opgesloten in het psychiatrisch ziekenhuis van Blois. Daar overleed ze in 1913.

## André Gide
In 1930 schreef André Gide over La séquestrée de Poitiers als dossier in de reeks Ne jugez pas over mysterieuze rechtszaken. Gide veranderde de namen van de betrokkenen. Het boek bracht de zaak terug in de belangstelling. Gide schetste de achtergrond van de waanzin van Blanche Monnier op basis van geruchten, zonder bewijzen. Volgens hem was Blanche op 24-jarige leeftijd verliefd geworden op een jonge advocaat. Omdat deze van protestanten huize was en republikeins, werd een huwelijk geweigerd door haar ouders. Maar de geliefden bleven elkaar in het geheim ontmoeten en op 32-jarige leeftijd beviel Blanche van een kind. Het kind overleed en Blanche werd door haar moeder, die intussen weduwe was geworden, opgesloten in haar kamer. Daar werd ze op haar bed gebonden, onderworpen aan koude baden en gedrogeerd met ether en laudanum. Het dienstpersoneel dat protesteerde werd bedreigd met ontslag. Nadat de dienstmeid die voor Blanche zorgde, was overleden, kwam er een nieuwe dienstmeid. Die deed haar verhaal aan haar echtgenoot, een militair, die op zijn beurt een anonieme brief stuurde naar de politie.